# Parafia św. Wojciecha Biskupa i Męczennika w Ostrołęce
Parafia pw. św. Wojciecha Biskupa i Męczennika w Ostrołęce – parafia należąca do dekanatu Ostrołęka – św. Antoniego, diecezji łomżyńskiej, metropolii białostockiej. Erygowana została 1 kwietnia 1981 roku przez biskupa łomżyńskiego Mikołaja Sasinowskiego. Skupia blisko 2 950 wiernych.

## Miejsca kultu
Kościół parafialny
Kościoły filialne i kaplice
- Kaplica pw. Wszystkich Świętych na cmentarzu w Ostrołęce[1]
- Kaplica pw. Św. Wincentego Pallottiego w Laskowcu[1]
- Kaplica w zakładzie poprawczym w Laskowcu[1]

## Zasięg parafii
miejscowości
- Nowa Wieś Osiedle (1 km),
- Laskowiec (5 km),
- Teodorowo (2,5 km).

ulice w Ostrołęce
- Aleja Wojska Polskiego,
- Bielik i Makarowej,
- Broniewskiego,
- Batalionu Czwartaków,
- Braterstwa Broni,
- Energetyczna,
- Fabryczna,
- Gałczyńskiego,
- Jasna,
- Kołobrzeska,
- Krańcowa,
- Ks. Antoniego Pęksy,
- Ks. Jana Krzemińskiego,
- Legionowa,
- Łomżyńska,
- Partyzantów,
- Piękna,
- Gen. Sowińskiego,
- Środkowa,
- Gen. Turskiego,
- 5 Pułku Ułanów,
- Wspólna.

## Proboszczowie
- ks. Antoni Pęksa SAC (1981–1997)
- ks. Tadeusz Skwarek SAC (1997–2006)
- ks. Marcin Walicki SAC (2006–2015)
- ks. Michał Borowski SAC (2015–2018)
- ks.Tomasz Zaczkiewicz SAC (od 2018)

## Grupy parafialne
- Schola dziecięca;
- Wspólnota dla Intronizacji Najświętszego Serca Pana Jezusa;
- Wspólnota ministrantów i lektorów;
- Wspólnota Róż Żywego Różańca;
- Wspólnota Przymierza;
- Domowy Kościół;
- Środowisko Szkoły Nowej Ewangelizacji;